# Lago della Busalletta
Der Lago della Busalletta ist ein künstlich angelegter See im norditalienischen Apenningebirge. Er liegt auf der Grenze zwischen der Metropolitanstadt Genua und der Provinz Alessandria und somit in den beiden Regionen Ligurien und Piemont. Nächstgelegene Gemeinden sind Fraconalto, Busalla und Ronco Scrivia.
Der Stausee wurde zwischen 1970 und 1977 erbaut und hat ein Fassungsvermögen von 4,5 Millionen Litern Wasser. Er dient in erster Linie der zusätzlichen Trinkwasserversorgung im Falle eines Rückgangs der Abflussmenge der Scrivia beziehungsweise einer Verminderung der Wasserreserven in den Laghi del Gorzente. Der See ist über eine Leitung mit dem Wasserwerk in Mignanego verbunden, wo das Wasser aufbereitet und weitergeleitet wird. Im Normalbetrieb versorgt der Stausee die Hafenstadt Genua mit 340 Litern Trinkwasser in der Sekunde und die Gemeinde Busalla mit 30 Litern in der Sekunde.
Am tiefsten Punkt misst der Lago della Busalletta 50 Meter, bei einer Wasseroberfläche von circa 30 Hektar. Im See leben vor allem Forellen, Döbel, Hechte, Karpfen und Schleien.